# Conversão de energia térmica oceânica

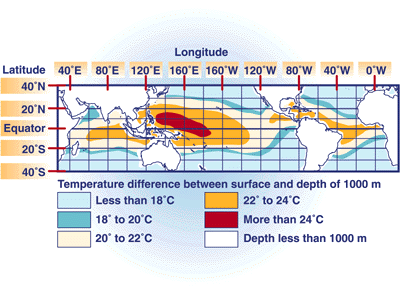
Mapa global destacando as regiões oceânicas com altas variações de temperatura entre a superfície e 1000 m de profundidade.

A conversão térmica oceânica usa a diferença de temperatura entre águas profundas, geladas, e as de superfície, aquecidas, para operar uma máquina térmica e produzir energia. Essa conversão faz parte de um sistema de base de geração de eletricidade. No entanto, por tais diferenças não serem grandes, a eficiência de geração é geralmente baixa, diminuindo a viabilidade econômica da energia térmica oceânica para geração de eletricidade.